# Luigi Ghirri
Luigi Ghirri (* 5. Januar 1943 in Scandiano; † 14. Februar 1992 in Reggio Emilia) war ein italienischer Fotograf.

## Leben
Er begann seine künstlerische Laufbahn um 1970. Seine beiden ersten Serien, Atlante von 1973 und Kodachrome von 1978, waren von der Konzeptkunst inspiriert. Er konzentrierte sich von Anfang an auf die Farbfotografie und nahm sich Landschaften und Architektur zu Themen. Ghirri erlangte schnell internationale Aufmerksamkeit. In jenen Jahre begann eine fruchtbare Zusammenarbeit mit dem Centro Studi e Archivio della Comunicazione (CSAC) in Parma, dessen wissenschaftlichem Beirat der Sektion Fotografie er angehörte und das heute die umfangreichste Sammlung der Vintage-Prints von Luigi Ghirri beherbergt. 1979 widmet das CSAC ihm eine umfangreiche Werkausstellung, die für ihn einen Wendepunkt darstellt. In der Folge arbeitet er mit bekannten Persönlichkeiten aus Architektur (Aldo Rossi),  Literatur (Gianni Celati, Ermanno Cavazzoni, Antonio Tabucchi)  und Musik (Lucio Dalla) zusammen.
Das von Ghirri konzipierte und von ihm sowie Gianni Leone und Enzo Velati im Jahre 1984 kuratierte Projekt Viaggio in Italia ist ein Meilenstein in der italienischen Fotografie. Es stellt ein nicht offizielles Manifest der italienischen Landschaftsfotografie jener Jahre dar. Die Wanderausstellung präsentierte ca. 300 Fotografien zahlreicher italienischer (u.a Giovanni Chiaramonte, Mario Cresci, Vittore Fossati, Guido Guidi, Mimmo Jodice, Claude Nori) und auch einiger ausländischer Autoren. Zusammen mit der Ausstellung erschien im Verlag Il Quadrante (Alessandria) ein Buch mit Texten von Arturo Carlo Quintavalle und einem Reisetagebuch von Gianni Celati.
Ghirris Landschaftsfotos sind nicht realistisch. Sie haben etwas schwebendes, sind in einem gewissen Sinne metaphysisch, häufig menschenleer, aber immer zeigen sie den Eingriff des Menschen in die Natur. Der Gebrauch zarter anstatt satter Farben ist wesentlich für seine Ästhetik. Bemerkenswert sind seine Aufnahmen des Studios von Giorgio Morandi in der via Fondazza in Bologna. Außerdem machte er Fotografien für zahlreiche Plattencover, u. a. von  Lucio Dalla, Gianni Morandi und Luca Carboni.
Er starb mit 49 Jahren an einem Herzinfarkt in Roncocesi in der heimatlichen Emilia-Romagna.
Massimo Mussini bezeichnete ihn als einen der wichtigsten und einflussreichsten italienischen Fotografen des 20. Jahrhunderts.

## Ausstellungen

### Einzelausstellungen
- 1976: Luigi Ghirri, kuratiert von Manfred Willmann, Fotogalerie im Forum Stadtpark, Graz, Österreich
- 1989: * Paesaggio Italiano, (Italienische Landschaft), Assessorato alla Cultura del Comune di Reggio Emilia, Italien
- 2001: Luigi Ghirri – Fotografien 1969–1992, Fotomuseum Winterthur, Schweiz
- 2008: It’s Beautiful Here, Isn’t It…, Aperture Foundation, New York City, USA
- 2013: Kodachrome, Matthew Marks Gallery, New York City, USA
- 2018: Karte und Gebiet, Museum Folkwang, Essen, ebenso im Museo Reina Sofía, Madrid, Spanien und in der

Jeu de paume, Paris, Frankreich
- 2024: Luigi Ghirri. Viaggi, Fotografien 1970 – 1991, MASILugano, Schweiz

### Gruppenausstellung
- 1975: Photography as Art, Art as Photography,[6] Fotoforum Kassel, Kassel
- 1996: Luigi Ghirri – Aldo Rossi: Things Which Are Only Themselves,[7] Kanadisches Zentrum für Architektur, Octagonal Galerie, Montreal, Kanada
- 2011: ILLUMInations,[8] Biennale Venedig, Italien

## Veröffentlichungen (Auswahl)
- Il profilo delle nuvole. Immagini di un paesaggio italiano. Feltrinelli, Mailand 1996.
- Atlante. Charta, 2000, ISBN 978-8881582648.
- Niente di antico sotto il sole. SEI, Turin 1997; Die vollständigen Aufsätze. Mack, London 2016, ISBN 9781910164143.
- Luigi Ghirri. Taka Ishii, Tokyo 2017. Text in English and Japanese.